# 克納帕內峰
72°38′S 4°12′W / 72.633°S 4.200°W
克納帕內峰，是南極洲的山峰，位於毛德皇后地的瑪塔公主海岸，處於賽爾科普夫峰以西的博格地塊西部，挪威製圖師根據探險隊的測量和拍攝的空中照片繪入地圖，現時由南極條約體系管理。